# Morbegno
Morbegno (valtelinès: Mürbegn; alemany: Morbend) és un municipi italià situat a la regió de la Llombardia i la província de Sondrio. L'any 2018 tenia 12.407 habitants.